# Розчинник
Розчи́нник — індивідуальна хімічна сполука або суміш, здатна розчиняти різні речовини, тобто утворювати з ними однорідні системи змінного складу, що складаються з двох або більшого числа компонентів — розчини.

## Загальні відомості
Для систем рідина — газ і рідина — тверду речовину розчинниками прийнято рахувати рідкий компонент; для системи рідина — рідина — компонент, що знаходиться в надлишку.

### Вимоги до розчинників
Здебільшого будь-яка речовина може бути розчинником для якої-небудь іншої речовини. Проте на практиці до розчинників відносять тільки такі речовини, які відповідають певним вимогам. Наприклад, розчинники повинні мати гарну, т. з. активну розчинювальну здатність, бути досить хімічно інертними по відношенню до речовини, що розчиняється, і апаратури. Розчинники, вживані в промисловості, мають бути доступними і дешевими.
Залежно від галузі промисловості до розчинників пред'являють різні інші вимоги, зумовлені особливостями виробництва. Так, для екстракції придатні розчинники, що мають вибіркову розчинювальну здатність, для інших процесів часто застосовують т.з. розчинники, що поєднуються, поліпшуючи взаємну розчинність. У електрохімічних процесах необхідні розчинники, стійкі в робочому діапазоні електродних потенціалів, і так далі.

### Хімічна класифікація розчинників

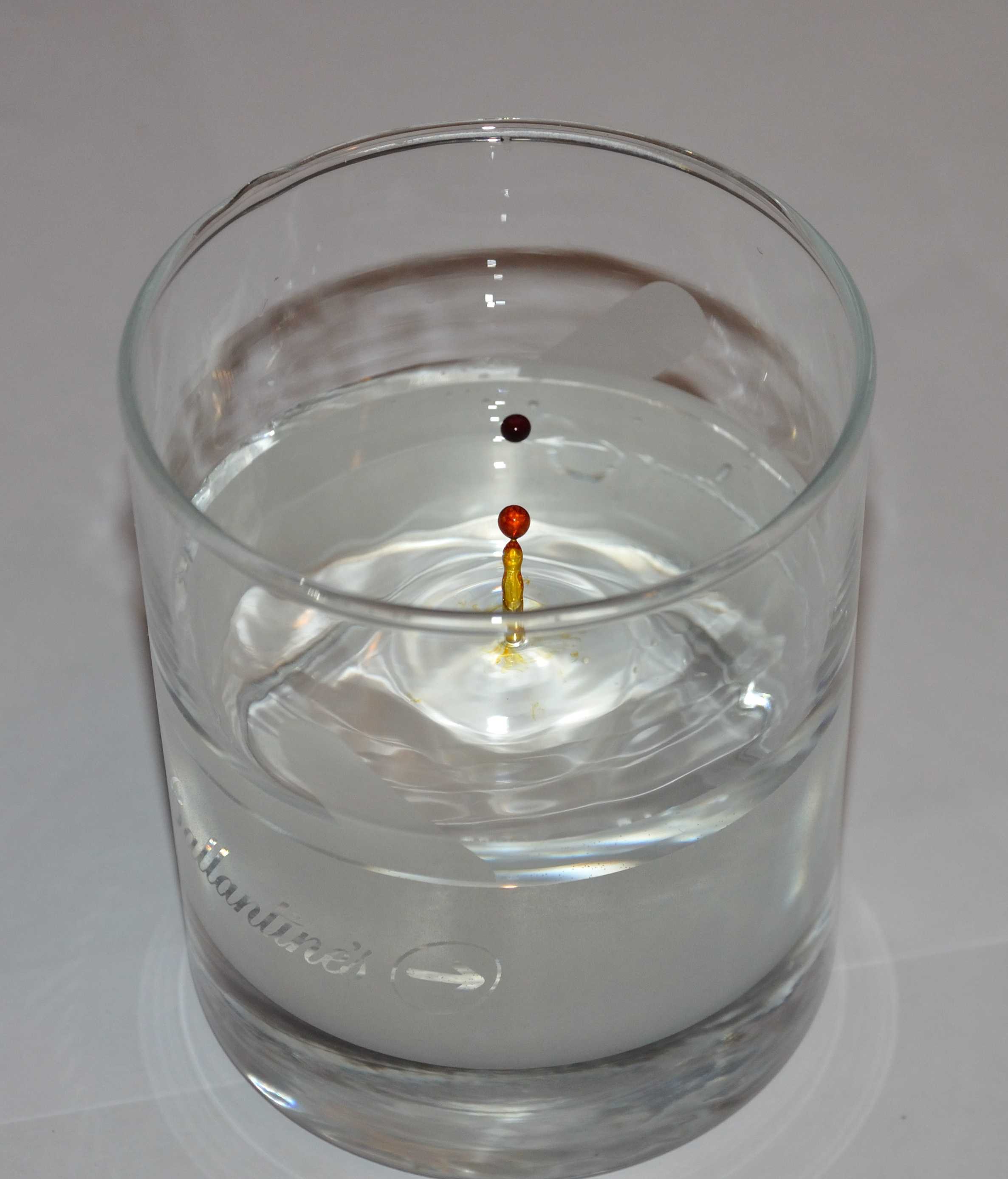
Вода — найвідоміший і найпоширеніший на Землі розчинник.

Найбільш споживана хімічна класифікація, відповідно до якої всі розчинники підрозділяються на неорганічних і органічних. Найпоширенішим неорганічним розчинником, вживаним для великого числа неорганічних і органічних з'єднань, є вода.

#### Вода
Вода (Н2О)(лат. agua) Вода (Н2О) — найпростіша хімічна сполука водню з киснем. Є ізотопна різновидність води — вода важка. При нормальних умовах вода — безколірна, блакитнувата рідина. Вода є головною складовою частиною гідросфери. Значна кількість води у вигляді пари міститься в атмосфері. Вода входить до складу ґрунту, багатьох мінералів і гірських порід; є складовою частиною всіх живих організмів. Для життя людини вода є дуже важливою. Вона становить до 75 % загальної маси тіла людини. Особливо велика кількість її в плазмі крові, лімфі, травних соках. Основна функція води в організмі полягає в тому, що вона є розчинником більшості речовин. За участю води відбуваються важливі фізико-хімічні процеси у клітинах і тканинах. Вода має велику теплоємність, завдяки чому вона переносить тепло по всьому організмові і вирівнює температуру тіла. При випаровуванні з поверхні тіла вода забирає надлишок тепла. Вода є протонним розчинником. При заміні води на диметилформамід в якості апротонного розчинника швидкість наступної реакції зростає у 1000 разів.
- Дистильована вода (лат. Agua destillata). Розчини лікарських речовин для зовнішнього та внутрішнього застосування готують тільки на дистильованій воді. Дистильована вода найширше використовується як розчинник для виготовлення ліків. Дистильована вода повинна бути безбарвною, прозорою, без запаху і смаку. рН дистильованої води повинен бути в межах 5,0-6,8. Вона не повинна містити хлоридів, сульфатів, нітратів, солей кальцію і важких металів.

Для одержання дистильованої води в аптечних умовах використовують водопровідну воду, в сільській місцевості, де немає централізованого водопостачання. Воду безпосередньо, без будь-якої обробки, дистилюють. Принцип дистиляція води полягає в наступному. Воду нагрівають в перегонній посудині до кип'ятіння і пара яка утворюється конденсують шляхом охолодження. Конденсат дистильована вода — таким чином звільняється від нелетючих домішок і стає придатна для виготовлення ліків.
- Вода для ін'єкцій (лат. Agna pro ijectionibur). Для виготовлення лікарських форм і водорозчинних препаратів (а також для очних крапель, розчини для орошення для промивання ран) використовують воду для ін'єкцій, яка незалежно від вимог до дистильованої води, повинна задовольняти потреби на відсутність пірогенних речовин.

Воду для ін'єкцій зберігають у спеціальних умовах, які виключають можливість попадання в неї мікроорганізмів із навколишнього середовища (асептичні умови). Вода для ін'єкцій придатна для виготовлення відповідних лікарських форм протягом не більше як 24 години з моменту її одержання.
- Демінералізована вода (лат. Aqua demineralisata). Одержується шляхом обезсолення водопровідної води з допомогою спеціальних іоннообмінних смол. Демінералізована вода може використовуватися для миття аптечного посуду, різноманітних упаковок. Вода демінералізована не повинна використовуватися для парентерального застосування, але може використовуватись для виготовлення всіх рідких лікарських форм, розчинів, реактивів. У випадку використання демінералізованої води для виготовлення очних ліків вона повинна бути простерилізована безпосередньо перед виготовленням ліків.

#### Неорганічні розчинники
До неорганічних розчинників відносяться також: рідкий аміак — гарний розчинник для лужних металів, фосфору, сірки, солей, амінів і ін. речовин; рідкий сірчистий ангідрид — розчинник для багатьох органічних і неорганічних сполук, використовуваний, зокрема, в промисловості для очищення нафтопродуктів; розплавлені метали і солі тощо.

#### Органічні розчинники
Велике значення мають численні органічні розчинники. Це перш за все розчинники нафтові (у тому числі і їх галогенотвірні), спирти, прості і складні ефіри, кетони, нітросполуки. Як розчинники поширені і суміші різних індивідуальних речовин, наприклад бензини, петролейний ефір, суміші спиртів і ефірів. До розчинників часто відносять також пластифікатори, що слугують для поліпшення механічних і фізичних властивостей каучуків, природних смол, поліамідів і багатьох інших високомолекулярних сполук.
Органічні розчинники дуже широко застосовуються у виробництві пластмас, лаків і фарб, синтетичних волокон, смол, клеїв в гумовій промисловості, при екстракції рослинних жирів, для хімічного чищення одягу; крім того, їх використовують для очищення хімічних сполук перекристалізацією, при хроматографічному розділенні речовин, для створення певного середовища і так далі
До органічних розчинників відносять діетиловий ефір, ацетон, спирти, петролейний ефір, бензин, скипидар, чотирихлористий вуглець та інші речовини.
Розчинники умовно класифікують за характеристиками:
- за температурою кипіння — низькокиплячі розчинники (наприклад, етиловий спирт метилацетат) і висококиплячі розчинники (наприклад ксилол);
- відносній швидкості випаровування — швидковипарні і повільновипарні (як еталон часто беруть швидкість випаровування бутилацетата);
- полярності — неполярні (вуглеводні, сірковуглець) і полярні (наприклад, вода, спирти ацетон).

Технічні умови на розчиннику зазвичай містять дані і по температурі спалаху, по межах вибухонебезпечних концентрацій пари в повітрі, по тиску пари при стандартних температурах, а також по розчинювальній здатності — для якого типу речовин можна використовувати даний розчинники (для розчинення олій та жирів, смол, фарбників, каучуків натуральних і синтетичних тощо).

#### Диференціюючий розчинник
Розчинник, у якому відносна сила кислот і основ здатна змінюватись у широких межах: у протогенному розчиннику, кислотність якого вища за кислотність води, сила кислоти зменшується або зовсім не проявляється, сила ж основи — зростає, при тому основність сильних основ вирівнюється, а слабких або дуже слабких — диференціюється. У протофільному розчиннику з вищою за воду основністю сила кислот
зростає і для сильних вирівнюється, а для слабких стає розрізняльною, зате сила основ зменшується або основні властивості зовсім нівелюються. У диференціюючих розчинниках з низькою діелектричною проникністю (типу метилізо-бутилкетону) можуть бути відтитровані як кислоти, так і основи.

### Протонний та апротонний розчинники
Швидкості SN2 реакцій цианіду натрію із метилбромідом у етиловому спирті та диметилформаміді (ДМФА) є неоднаковими. Хоча у обох розчинниках перебігає SN2 реакція, у ДМФА (апротонний диполярний розчинник) швидкість реакції є суттєво вищою, ніж у етанолі (протонний розчинник).
ДМФА добре сольватує катіон натрію, що підвищує нуклеофільність CN-групи. Схильність ДМФА сольватувати аніони є малою, оскільки частковий позитивний заряд на атомі азоту є делокалізованим +I-ефектом метильних груп. Етанол за рахунок водневих зв'язків сольватує цианід-аніон, що знижує його нуклеофільність.

### Характеристики
| Характеристики розчинників | Характеристики розчинників | Характеристики розчинників | Характеристики розчинників                 | Характеристики розчинників          |
| Найменування               | Температура, °С            | Температура, °С            | Нижня межа запалювання (вибуховість), г/м³ | Межа допустимої концентрації, мг/м³ |
| Найменування               | спалахування               | самозаймання               | Нижня межа запалювання (вибуховість), г/м³ | Межа допустимої концентрації, мг/м³ |
| -------------------------- | -------------------------- | -------------------------- | ------------------------------------------ | ----------------------------------- |
| Амілацетат                 | 20                         | 360                        | 583                                        | 100                                 |
| Ацетон                     | -20                        | 500                        | 52                                         | 200                                 |
| Бензол                     | -14                        | 580                        | 93                                         | 20                                  |
| Бензин-розчинник           | -30                        | 250                        | 37                                         | 300                                 |
| Бутилацетат                | 13                         | 371                        | 80,6                                       | 200                                 |
| Дихлоретан                 | —                          | —                          | —                                          | 10                                  |
| N-, N- Діметилформамід     | 50                         | 420                        | 13,6                                       | 10                                  |
| Етилацетат                 | -4                         | 400                        | 82,7                                       | 200                                 |
| Етилцелюлоза               | 40                         | 245                        | 66                                         | 200                                 |
| Ксилол                     | 17                         | 495                        | 43,3                                       | 50                                  |
| Скипидар                   | 30                         | 253                        | 36,2                                       | 300                                 |
| Сольвент                   | 34                         | 495                        | 58,2                                       | 100                                 |
| Спирт бутиловий            | 28                         | 410                        | 51                                         | 200                                 |
| Спирт ізобутиловий         | 27,5                       | 371                        | 73                                         | 200                                 |
| Спирт метиловий            | -1                         | 475                        | 463                                        | 50                                  |
| Спирт етиловий             | 11                         | 432                        | 49                                         | 1000                                |
| Толуол                     | 4 ÷ 7                      | 549                        | 482                                        | 50                                  |
| Уайт-спірит                | 33                         | 270                        | —                                          | 300                                 |

## Параметр розчинника
Міра здатності розчинника до взаємодії з розчиненим. Досі не існує такого макроскопічного параметра, за допомогою якого можна було б врахувати всі різноманітні взаємодії між розчинником і розчиненим, що відбуваються на молекулярному рівні. Тому використовуються емпіричні параметри, в основу яких кладуться добре вивчені стандартні процеси, що залежать від природи розчинника. Такі параметри ґрунтуються на різних фізико-хімічних величинах: константах швидкостей, сольватохромних спектральних зсувах, ін. і відзначаються різною мірою універсальності.

### Параметри розчинників Камлета— Тафта
Параметри в сольватохромному співвідношенні Камлета — Тафта, що окремо враховують здатність розчинників бути донорами (α) або акцепторами (β) при утворенні водневих зв'язків та їх диполярність (π) при розрахунку загальної полярності розчинників.

### Параметри розчинників Коппеля— Пальма
Параметри для окремого врахування здатності розчинника брати участь у неспецифічних взаємодіях розчинник — розчинене (це зокрема діелектрична проникність ε та індекс рефракції nD) і в специфічних взаємодіях між ними (основність чи нуклеофільність В та кислотність чи електрофільність Е) при оцінці загальної полярності розчинника.

## Параметр розчинності Гільденбранда
(англ. Hildenbrand solubility parameter)
Міра когезії розчинника: енергія, необхідна для утворення в розчиннику порожнини (дірки) об'ємом в 1 молекулу. Величина характеризує розчинність неелектролітів і дорівнює кореню квадратному з густини енергії когезії. Не використовується при наявності полярних взаємодій чи водневих зв'язків.

## Параметр розчинності Гансена
(англ. Hansen solubility parameter)
Параметр розчинності (δ t2), що враховує наявність неполярних (d) і полярних (p) взаємодій та водневих зв'язків (h) між розчинником та солютом.
δ I2 = δ d2 + δ p2 + δ h2

## Амфіпротний розчинник
Здатний до самойонізації (автопротолізу) розчинник, що проявляє як протогенні (кислотні), так і протофільні (основні) властивості (вода, спирти, амоніак). Протилежність до апротного розчинника. Синонім — амфіпротонний розчинник.

## Апротонний розчинник
Розчинник, що не є ні протогенним, ні протофільним (лиш за певних умов може ним ставати, пр., ацетонітрил із сильними кислотами Бренстеда стає протофільним, а в присутності трет-бутилату калію — протогенним). Такий розчинник не діє ні як кислота, ні як основа, не зазнає автопротолізу. Наприклад, пентан, толуен.

## Вимоги безпеки
Майже всі органічні розчинники фізіологічно активні. Деякі з них — ароматичні вуглеводні, хлорпропохідні, аміни, кетон — при значних концентраціях можуть викликати серйозні отруєння, інші приводять до різних шкірних захворювань (дерматитам). Для багатьох промислових органічних розчинників розроблені технічні умови по забезпеченню як протипожежної безпеки при роботі з ними, так і особистого захисту від їх фізіологічно шкідливих дій.